# Ctenomys tuconax
Ctenomys tuconax är en däggdjursart som beskrevs av Thomas 1925. Ctenomys tuconax ingår i släktet kamråttor, och familjen buskråttor. IUCN kategoriserar arten globalt som otillräckligt studerad. Inga underarter finns listade i Catalogue of Life.
Denna gnagare förekommer med två mindre populationer i nordvästra Argentina. Den lever där på en högplatå mellan 500 och 3000 meter över havet.